# Sančo II., kastiljsko-leonski kralj
Sančo II. († 7. listopada 1072.) bio je španjolski monarh; kralj Kastilje, Galicije i Leona.

## Životopis
Sančo (Sancho) bio je sin Ferdinanda I. i Sanče Leonske te brat Alfonsa VI. i Elvire od Tora. Poznat kao Sančo Snažni, Sančo je postao kralj Kastilje nakon očeve smrti. Alfons je bio leonski kralj. Sančo je uzurpirao bratov položaj leonskog vladara te je vladao Leonom do svoje smrti.